# Nanchang Changbei International Airport

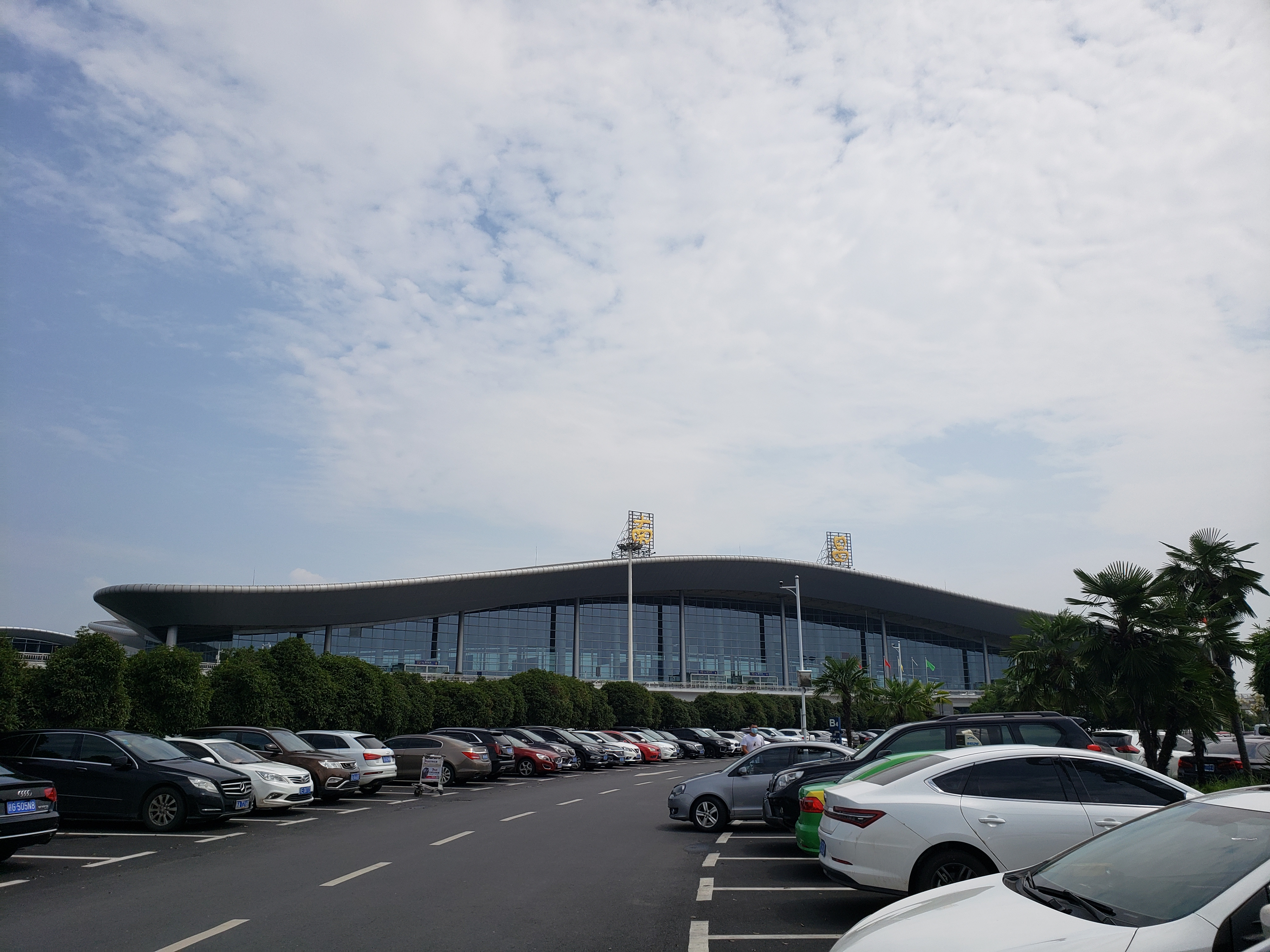

De Nanchang Changbei International Airport (Chinees: 南昌昌北国际机场, Hanyu pinyin: Nánchāng Chāngběi Guójì Jīchǎng) (IATA-code: KHN, ICAO-code: ZSCN) is een vliegveld 30 km ten noorden van het centrum van Nanchang, provinciehoofdstad van de provincie Jiangxi in China. De luchthaven is een hub voor China Eastern Airlines en Jiangxi Air. In 2023 had Nanchang Changbei Airport met 87.995 vliegbewegingen 10.205.783 passagiers en 59.991 ton cargo.
De bouw begon in oktober 1996 en de luchthaven werd op 10 september 1999 in gebruik genomen, ter vervanging van Nanchang Xiangtang Airport. Het werd opgewaardeerd tot een internationale luchthaven en werd in 2008-2011 sterk uitgebreid. De snelle uitbreiding van het Chinese hogesnelheidsspoorwegnet leidde echter een groot deel van het passagiersvolume van de luchthaven om, en de passagiersgroei op Changbei vertraagde. De regeringen van de stad Nanchang en de provincie Jiangxi begonnen in 2017 met het subsidiëren van nieuwe vluchten en het passagiersvolume groeide dat jaar terug fors. Sinds 2025 is de luchthaven de noordelijke terminus van lijn 1 van de metro van Nanchang. In de toekomst wordt de ontsluiting van de luchthaven lokaal nog verbeterd met aansluiting op de hogesnelheidsspoorlijn Nanchang-Jiujiang.
Nanchang Xiangtang, de luchthaven van Nanchang in gebruik van 1957 tot 1999 was een combinatie van een civiele luchthaven en een militaire vliegbasis en kon na de opening van Nanchang Changbei omgebouwd worden tot een louter militaire vliegbasis.